# التحكم بالتغيير
التحكم بالتغيير مصطلح يستخدم في نظم إدارة الجودة (QMS) ونظم تكنولوجيا المعلومات، هي عملية تستخدم لضمان أن التغيير المطلوب إجراؤه على منتج أو نظام ينفّذ في إطار محكوم ومنسّق. فهذه العملية تقلل من احتمالية تنفيذ تغييرات غير ضرورية في النظام، بل أنها ستكون مدروسة للحد من الأخطاء المحتمل حدوثها وبالتالي تلغى احتمالية إلغاء التنفيذ المكلفة. أما لأهداف المرجوّة من إجراء التحكم بالتغيير، فغالباً ما تتضمن: الحد الأدنى من توزيع الخدمة، الحد من الأنشطة الارتجاعية، الاستغلال الأمثل للموارد اللازمة (اللازمين) للتنفيذ من حيث التكلفة.
تستخدم عمليات التحكم بالجودة حالياً على نحو واسع في العديد من المنتجات والنظم. ففي نظم تكنولوجيا المعلومات، يعتبر التحكم بالتغيير عملية أساسية من عمليات إدارة التغيير. ومن الأمثلة على ذلك في مجال الكمبيوتر وشبكات الكمبيوتر: الإصدارات الفرعية التي تلزم أحياناً لتعديل منتج برمجي أو تركيب نظم تشغيل أو ترقية الشبكات أو إجراء تغييرات على نظم الطاقة الكهربائية التي تدعم البنية التحتية.

## العملية
ثمة تداخل وتقاطع بين إدارة التغيير وإدارة الإعدادات والتحكم بالتغيير. لكن التعريف التالية ليس مدمجاً مع التعريفات الأخرى بعد:
{{يصف بعض الخبراء «التحكم بالتغيير» على أنه مجموعة تتكون من ست خطوات هي:
1. وضع سجل \ التصنيف
2. التقييم
3. وضع خطة
4. البناء \ الاختبار
5. التنفيذ
6. الموافقة على التنفيذ \ إغلاق المشروع

### وضع سجل \ التصنيف
يطلب العميل إجراء تعديل وذلك بارسال طلب رسمي. يقوم فريق التحكم بالتغيير بتسجيل الطلب وتصنيفه، بحيث يتضمن التصنيف تقييم مدى أهمية الطلب وتأثيره ومدى صعوبته.

### التقييم
يقوم المقيّمون بتحليل المخاطرة، وذلك بالإجابة عن مجموعة من الأسئلة عن المخاطرة من ناحيتي العمل والعملية، ومن ثم يتم الخروج بقرار حول من سينفّذ التغيير. إذا تطلب التغيير المطلوب أكثر من نوع من أنواع التقييم، فعلى رئيس فريق التحكم بالتغيير مراعاة ذلك. يجب أن تجتمع كافة الأطراف ذات الصلة بالتغيير لتحديد مدى تأثّر أعمالهم بالتغيير. وأخيراً، يتم إرسال التغيير إلى فريق التخطيط.

### وضع خطة
تقوم الإدارة بتخصيص التغيير لفريق محدد (حسب الاختصاص)، وتكون مهمة الفريق الأولى هي وضع خطة عمل تفصيلية، بالإضافة لخطة تراجع وذلك للجوء إليها في حال تم التراجع عن التغيير.

### البناء \ الاختبار
إذا وافقت كافة الأطراف ذات الصلة على الخطة، يعمل الفريق على بناء الحلول، ومن ثم اختبارها. يقوم الفريق بالحصول على الموافقة على الطلب والمدة الزمنية اللازمة للتنفيذ.

### التنفيذ
يجب أن يوافق كافة الأطراف ذات الصلة بالتغيير على الخطة الزمنية وتاريخ التنفيذ والتكلفة. بعد التنفيذ، تبدأ مرحلة مراجعة ما بعد التنفيذ والتي تتم في اجتماع يلتقي فيه الأطراف كافة.

### الموافقة على التنفيذ \ إغلاق المشروع
بعدما يصادق العميل على قبول التغيير المنفّذ، يتم إغلاق الطلب.